# Кисимодзин
Кисимодзин (яп. 鬼子母神; санскр. हारिती; IAST: hāritī; монг. Бүржин Лхам) — буддийская богиня-покровительница детей, благополучного деторождения, воспитания, гармонии между супругами, любви и согласия в семье.

## Легенда о Харити и Будде Шакьямуни
Изначально Харити была ракшаси, имевшей сотни детей, которых она любила и лелеяла. Отцом их был Панчика, один из 28 якшей-полководцев Вайшраваны. Чтобы прокормить их, она похищала детей у других людей, и кормила своих детей их плотью. Матери погибших детей обратились за помощью к Гаутаме Будде. Гаутама похитил Айджи, младшего сына Харити, и спрятал его под своим рисовым шариком. Она тщетно искала его по всей Вселенной, но в конце концов была вынуждена просить помощи у Гаутамы. Будда указал на её страдания из-за потери одного сына из сотни, и попросил представить страдания матерей, лишившихся единственного ребёнка. Она признала, что страдания этих матерей в сотни раз больше, и поклялась защищать всех детей.

## Культ Харити в буддизме Махаяны
Харити считается богиней благополучных родов, защиты и воспитания детей. Бездетные женщины также молились ей, чтобы она помогла им забеременеть. В японском буддизме образ Харити (Кисимодзин) постепенно смешивался с воплощением милосердия — бодхисаттвой Каннон. В искусстве Гандхары образ Харити имеет много общего с греческой богиней Тихой, в том числе одеяние и рог изобилия. Поклонение Харити (Бурджин Лхамо) также распространено в тибетском и монгольском буддизме.

## Эпитеты Харити в японском буддизме
- Кангимо (яп. 歓喜母 «Приносящая счастье»)
- Каритэй (яп. 訶利帝, (сингон)
- Каритэймо (яп. 訶梨帝母, (сингон)
- Кисибодзин (яп. 鬼子母神)
- Коясу Кисибодзин (яп. 子安鬼子母神 «Дающая детей и лёгкие роды»)